# Hutchinsonia barbata
Hutchinsonia barbata är en måreväxtart som beskrevs av Robyns. Hutchinsonia barbata ingår i släktet Hutchinsonia och familjen måreväxter. Inga underarter finns listade i Catalogue of Life.